# Mario Jeckle

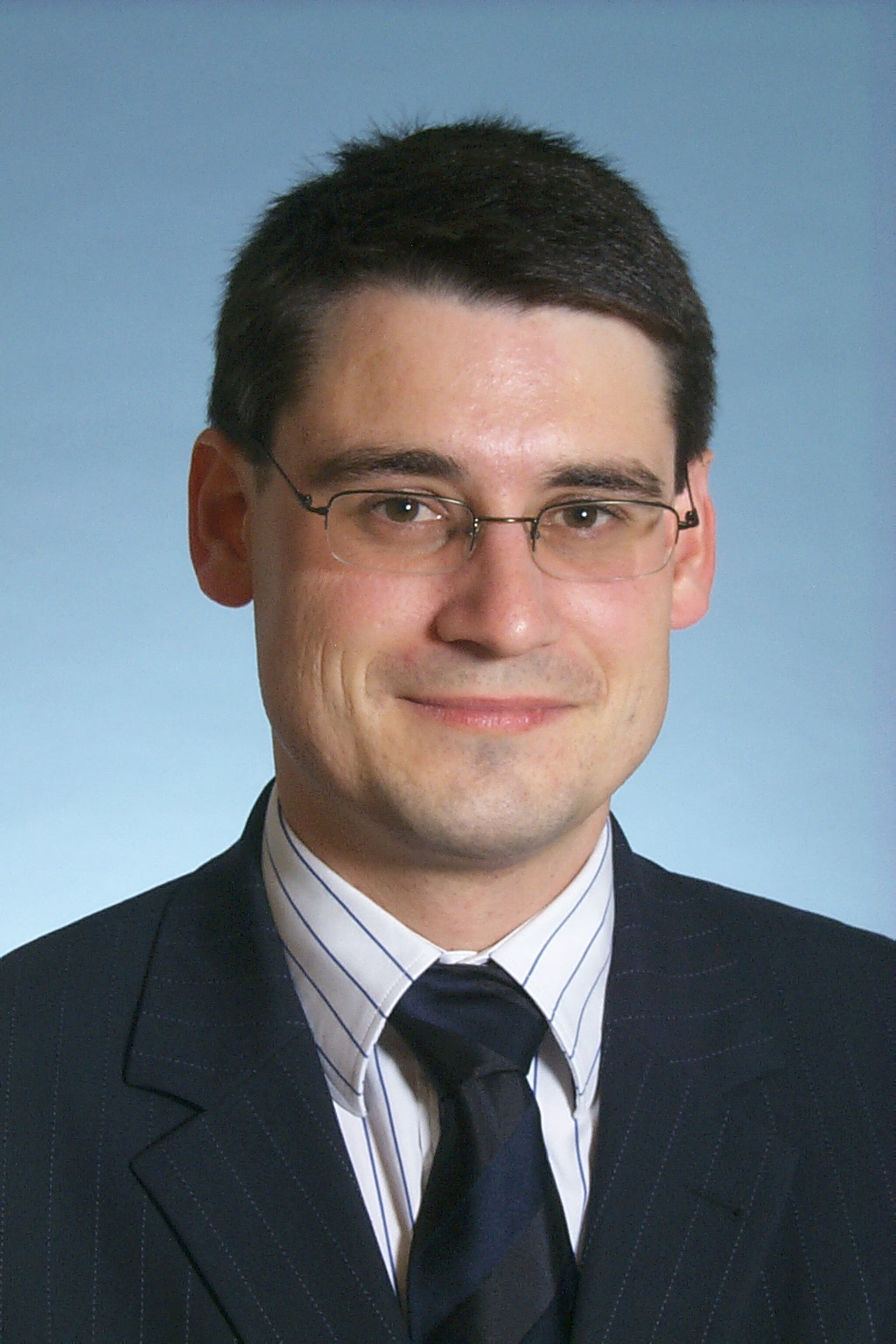
Mario Jeckle

Mario Jeckle (Krumbach, 25 augustus 1974 - Kirchheim unter Teck, 11 juni 2004) was een Duits informaticus.
Van 1997 tot 2003 studeerde Jeckle aan de Universiteit van Toegepaste Wetenschappen  in Augsburg.  Na zijn studies gaf hij er les over  Java, Java Threads, XML en software engineering. In diezelfde periode werkte hij ook voor het onderzoekscentrum van DaimlerChrysler in Ulm. Hij stond er aan het hoofd van een studiegroep die zich bekommerde om standaardisering en internettechnieken.
In 2003 werd Jeckle professor aan de universiteit van toegepaste wetenschappen in Furtwangen im Schwarzwald.  Hij gaf er les over XML, databases, software engineering en "eBusiness". 
Jeckle vertegenwoordigde DaimlerChrysler bij het W3C en de OMG. Hij werkte er aan technische standaarden voor onder meer XML en UML 2.0.  Begin 2004 was hij lid van de  Technical Architecture Group van het World Wide Web Consortium (W3C). Jeckle was tevens auteur en een bekend spreker op conferenties en seminars.
Hij was lid van het Rode Kruis. Op 11 juni 2004 stond hij in de file naar aanleiding van een auto-ongeluk op een Duitse autosnelweg. Hij stapte uit om te helpen, maar een onvoorzichtige chauffeur verloor de controle over het stuur en overreed Jeckle en nog een andere man. Op 18 juni 2004 werd hij in zijn geboorteplaats Krumbach begraven.